# Улица Утёсова (Одесса)
Улица Утёсова — короткая (около 300 метров) улица в историческом центре Одессы, проходит от Успенской до Большой Арнаутской улицы.

## История

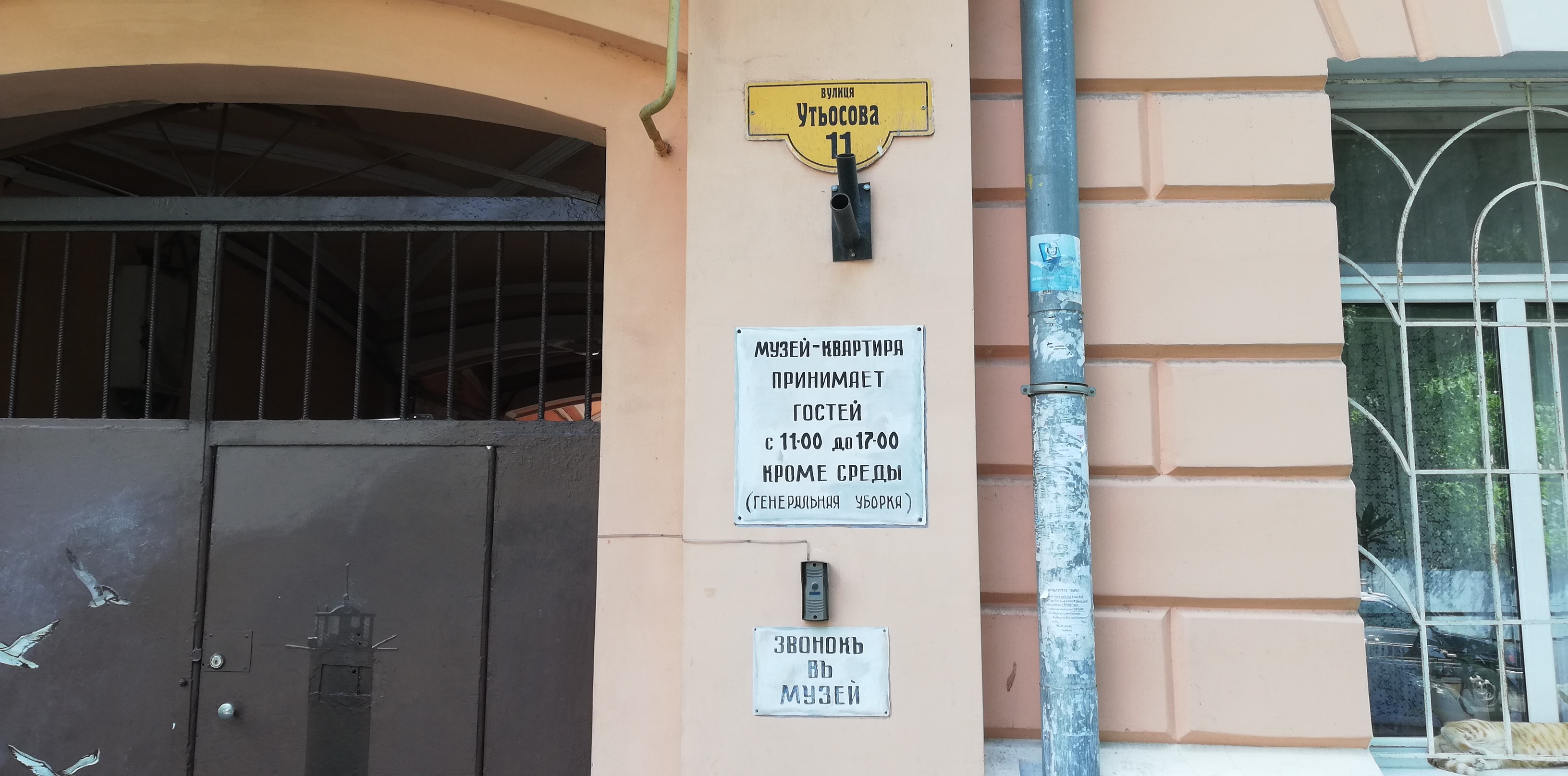
Табличка музея-квартиры Утёсова

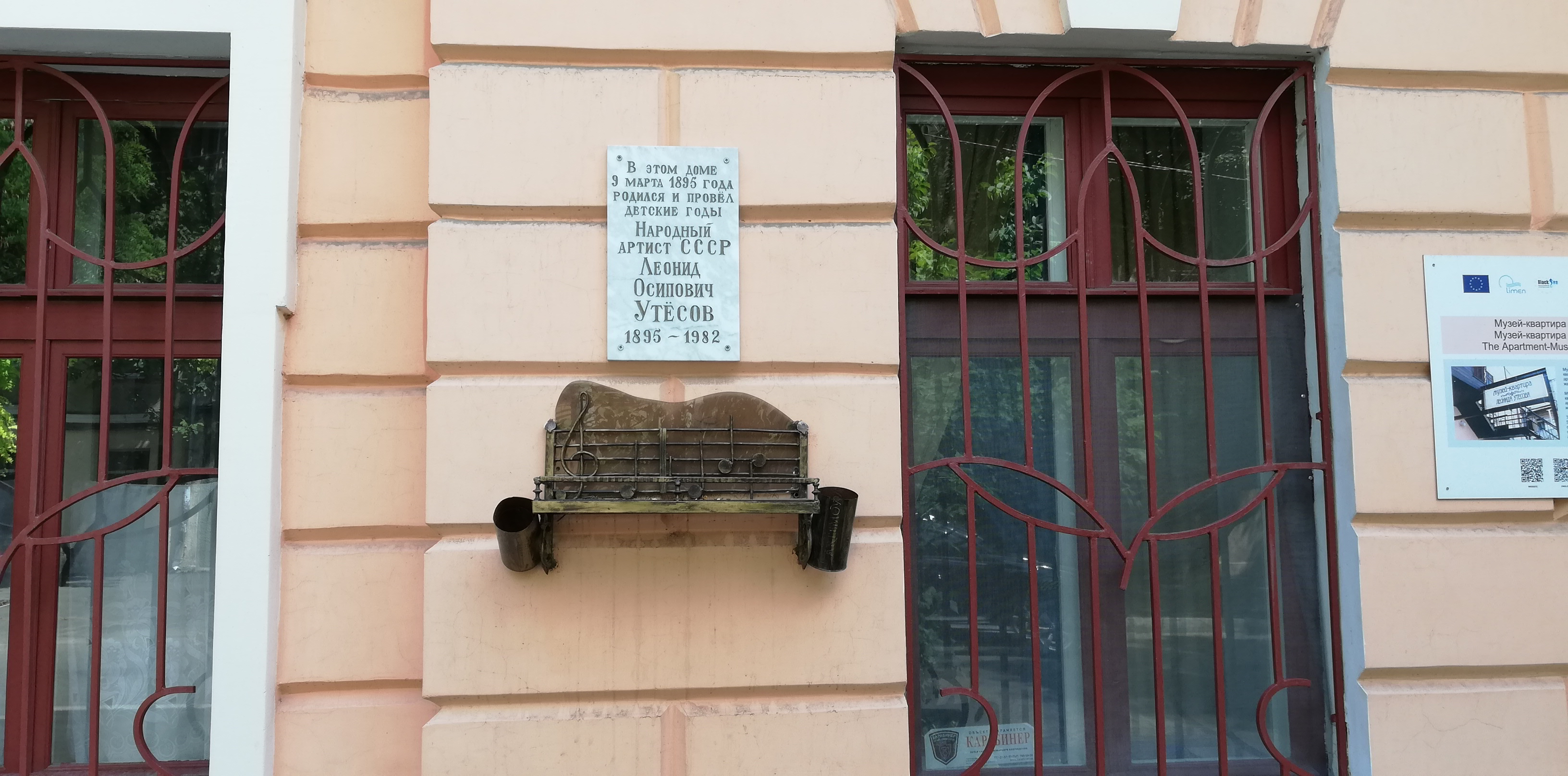
мемориальная доска Утёсову

Возникла при строительстве в этой местности торговых рядов — дегтярного, щепного, овсяного (проект архитектора Александра Дигби, 1818). На плане 1856 года указана как «Переулок трёх углов».
В 1982 году Треугольный переулок в Одессе, где родился и жил с 1895 по 1906 год Утёсов, переименован в улицу Утёсова. С инициативой переименования выступил известный артист Михаил Водяной.
В 1984 году была создана инициативная группа по организации в д. 11 по улице музея Утёсова, открытие музея состоялось в 2015 году
На доме будущего народного артиста в 1986 году была установлена мемориальная доска.

## Известные жители
д. 6 — Аделина Адалис
д. 11 — дом, где родился и жил Леонид Утёсов

## Достопримечательности
д. 11 — музей-квартира Леонида Утёсова.